# Зорино (Вологодская область)
Зорино — деревня в Белозерском районе Вологодской области.
Входит в состав Антушевского сельского поселения, с точки зрения административно-территориального деления — в Антушевский сельсовет.
Расположена на берегу Лозского озера. Расстояние по автодороге до районного центра Белозерска составляет 17 км, до центра муниципального образования села Антушево — 1,5 км. Ближайшие населённые пункты — Антушево, Ростани, Чулково.
Население по данным переписи 2002 года — 124 человека (62 мужчины, 62 женщины). Преобладающая национальность — русские (99 %).